# روب بومان
روب بومان (بالإنجليزية: Rob Bowman)‏ مواليد 15 مايو 1960 في ويتشيتا فولز، تكساس، الولايات المتحدة، هو مخرج أمريكي.

## الأعمال
- كاسل
- إلكترا
- عهد النار
- الملفات الغامضة
- أسماك الرقيطة

## وصلات خارجية
- روب بومان على موقع IMDb (الإنجليزية)
- روب بومان على موقع ألو سيني (الفرنسية)
- روب بومان على موقع أول موفي (الإنجليزية)
- روب بومان على موقع بوكس أوفيس موجو (الإنجليزية)
- روب بومان على موقع قاعدة بيانات الأفلام السويدية (السويدية)
- روب بومان على موقع إن إن دي بي (الإنجليزية)
- روب بومان على موقع قاعدة بيانات الفيلم (الإنجليزية)
- روب بومان على موقع كينوبويسك (الروسية)